# Geri Morgan
Geri Morgan (1926-2017) fue un pintor británico de estilo realista.

## Biografía
Nacido en 1926, el hijo menor de padres galeses. Se unió a la rama del Partido Comunista en Brighton a los 16 años, en 1942. En 1943 Comenzó a estudiar arte a tiempo parcial en Saint Martin's School of Art (Londres), mientras esperaba su alistamiento en el ejército británico, entonces metido en plena Segunda Guerra Mundial. Su deseo era convertirse en piloto, pero no fue seleccionado.
Cuando la guerra llegó a su fin, no quiso formar parte del ejército de ocupación en la Alemania derrotada. Entonces, en enero de 1945, a los 19 años, decidió ofrecerse como voluntario para trabajar de minero en el Rossington Main Colliery, Yorkshire, y se hizo activista del Partido Comunista local. Vivía en la casa de una familia minera dentro de una comunidad muy unida en la que se encontró muy cómodo. Abandonó la minería en diciembre de 1947.
Geri Morgan marchó a estudiar en la Camberwell School of Arts (Londres), bajo la tutela de Victor Pasmore. A principios de los años cincuenta, como tantos artistas de ideología comunistas, se sintió comprometido con las manifestaciones artísticas del  realismo socialista y pintó escenas mineras inspiradas en su reciente experiencia laboral. Sin embargo, en Camberwell estuvo bajo la influencia de artistas neorrealistas como William Coldstream que tuvieron un impacto considerable en su trabajo.
Se convirtió en miembro de la izquierdista Artists' International Association y sus obras se incluyeron en la exposición sobre la industria minera en 1950. Más tarde fue habitual ver sus obras en las exposiciones de verano de la Royal Academy. En 1953 se le concedió el primer premio por su pintura de Czech dancers en Trafalgar Square. El premio fue un viaje al IV Festival Mundial de la Juventud y los Estudiantes en Bucarest. Esta experiencia cambió su vida. Conoció a jóvenes artistas de otros países, incluido la Unión Soviética, muy críticos con el realismo socialista de entonces. En sus días en Bucarest fue detenido e interrogado, junto con un amigo, por la policía del régimen comunista cuando pintaban unos bocetos de un gran arco situado justo en frente de la Sede de los servicios de Seguridad. Le contrarió la purga del líder comunista húngaro, Laszlo Rajk. Finalmente, abandonó el Partido Comunista en 1957, aunque siempre mantuvo su ideología de izquierda.
Morgan se dedicó después a la enseñanza para adultos, sobre el arte y la cerámica en el Central London Institute y fue tutor visitante en pintura en el Hornsey College of Art y en Camberwell, para pasar luego a la Byam Shaw School of Art, de la cual se convirtió en director en 1970, permaneciendo en ese puesto hasta 1991.

## Estilo
Trabajó inicialmente como pintor figurativo, antes de desarrollar ideas más abstractas. Pero alrededor de 1969, abandonó la abstracción  (una especie de callejón sin salida para él) y volvió a sus raíces "objetivas". Geri Morgan permaneció inmune a las modas artísticas y prefirió mantener su propio estilo próximo al realismo hasta el final. Hay una continuidad en el tratamiento del espacio artístico en sus pinturas, ya sean figurativas o bodegones. Operan como planos de color vívidos y cuidadosamente diseñados, que dejan la impresión de un espacio muy tranquilo y silencioso, donde predomina claramente la luz blanca. Morgan trabajó de cerca con lo que vio antes que él y sus pinturas bien ejecutadas, generalmente óleo sobre lienzo, demostraron su preocupación por la estética de la representación. Si bien era bastante mayor que Euan Uglow, estuvieron muy unidos durante toda su vida; sus obras parecen influenciarse mutuamente. En 2015 fue retratado, a sus 89 años, por la pintora Emma Hopkins.